# Давай я сделаю тебя мучеником
«Давай я сделаю тебя мучеником» (англ. Let Me Make You a Martyr) — американский фильм-драма, от режиссёров Кори Асрафа и Джона Своба.

## Обзор
Фильм повествует о Ларри Гласс — жестоком отце, чрезвычайно недовольном непокорностью приемного сына Дрю. Ларри представлен как крайне отрицательный человек, занимающийся торговлей наркотиками, «сутенер и отморозок». В гневе Ларри решает покончить со своим сыном, для чего нанимает убийцу по имени Поуп. Но и Дрю не сидит без дела, вместе со своей сводной сестрой Джун, в которую он ещё и влюблён, не только скрывается от убийцы, но и вынашивает план как избавится от ненавистного отчима.

## В ролях
- Нико Никотера — Дрю Гласс
- Сэм Кортин — Джун Гласс
- Марк Бун младший — Ларри Гласс
- Мэрилин Мэнсон — Поуп
- Майкл Поттс — Харон
- Слэйн — Хондо
- Грейси Гренье — Руни
- Гор Абрамс — Браун
- Уильям Ли Скотт — Джэми
- Ребека Кеннеди — Либби
- Джейк Сильберманн — Лаймен
- Дэниэл Мартин Берки — дядя Марвин
- Майкл Шамус Уайлз — отец Френсис